# Ornithose
Cet article concerne l'infection provoquée par Chlamydophila psittaci. Pour l'infection à Chlamydia trachomatis, voir Chlamydiose.
 Mise en garde médicale
L’ornithose, aussi appelée chlamydiose aviaire, est une chlamydiose, c'est-à-dire une infection due à une bactérie de la famille des Chlamydiaceae. Une des variétés d'ornithose est la psittacose. Toutes ces infections sont précisément provoquées par la bactérie Chlamydophila psittaci. Il s'agit de zoonoses potentiellement graves, répandues dans le monde entier.

## Dénomination
Le terme « psittacose » fut créé pour distinguer les cas touchant ou étant contractés par les psittacidés, l'« ornithose » stricto sensu, des cas touchant ou étant contractés par les autres oiseaux, tels les oiseaux domestiques ou le gibier d'eau.

## Symptômes
Ces symptômes incluent fièvre, diarrhée, conjonctivite et atteinte respiratoire due à une inflammation pulmonaire. Mais ils ne sont pas toujours présents et diffèrent selon la souche responsable de l’infection, selon l’âge de l'oiseau touché et selon son espèce.

## Contagion chez l'oiseau

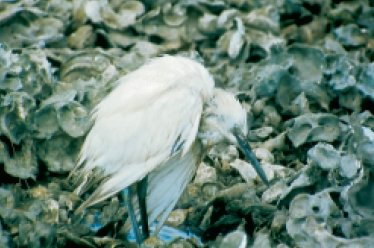
Un cas grave d'ornithose chez un juvénile d'aigrette bleue.

Fin 2007, cette maladie a été détectée chez plus de 450 espèces d’oiseaux domestiques et sauvages.
Ces maladies se transmettent par inhalation de poussières contaminées par les déjections d'oiseaux infectés, ou à la suite d'une morsure (de perroquet par exemple) du fait de l’excrétion de l'agent pathogène par les oiseaux infectés. Ces derniers peuvent éventuellement être des porteurs asymptomatiques. Il est question de psittacose lorsque cette maladie infectieuse est provoquée par un Chlamydophila psittaci transmis par les Psittacidae. C'en est même la forme la plus virulente.
Ces maladies sont courantes et difficiles à éviter dans les élevages avicoles et très rarement contractées en côtoyant des oiseaux isolés. Les cas de transmission d'un mammifère à un autre sont extrêmement rares. Aucun cas de transmission via l'alimentation, ni inter-humaine n'a été détecté.
Cette zoonose revêt un caractère sporadique ou parfois anadémique.

## Risques pour les humains
Les professions avicoles (éleveurs, transporteurs ou vendeurs d'oiseaux, travailleurs des abattoirs de volailles, magasins d’oiseaux, vétérinaires...) y sont les plus exposées, par contact avec des fientes, même déshydratées, poussières, aérosols contaminés.
Cela peut inclure des cas sporadiques ou une présence endémique ; l'incubation est de 5 à 19 jours. Les risques comportent une maladie souvent bénigne (fièvre, céphalées intenses, myalgies et toux sèche), avec formes aggravées rares (pneumopathies atypiques sévères voire mortelles), et parfois des formes non respiratoires : cardiaques, neurologiques, hépatiques, rénales, si aucun traitement n'est prescrit.
Parmi les victimes humaines, on compte le médecin tchécoslovaque František Gallia (1912-1950), mort d'une psittacose probablement contractée à la suite d'une infection des perroquets sud-américains du zoo de Prague en 1949. Gallia décède 12 semaines avant la naissance de son premier enfant.

## Traitements
- Antibiothérapie, notamment à la tétracycline.
- La mortalité est réduite à moins de 5 % sous traitement.

## Législation
C'est une maladie animale à déclaration obligatoire dans de nombreux pays ; c'est-à-dire que sa détection ou suspicion doit être portée immédiatement à la connaissance de l’autorité vétérinaire, conformément aux réglementations nationales.
En Europe, une directive européenne l'a classée en 1999 dans la liste des zoonoses et agents zoonotiques à surveiller selon la situation épidémiologique, en respectant des modalités de surveillance particulière.
Cette maladie est reconnue comme maladie professionnelle.

## Dans la culture populaire
L'épisode 3 de la saison 2 de la série Dr House met en scène le diagnostic d'un patient atteint de psittacose. En effet, le couvreur mexicain fréquentait une arène de combat de coqs.
Dans Tintin au Congo, page 3, Tintin est inquiet que Milou ait pu attraper la psittacose.